# Aberystwyth
Aberystwyth je přístavní město ve Walesu ve Spojeném království nacházející se v ceremoniálním hrabství Dyfed, od roku 1996 je administrativní oblastí hrabství Ceredigion.
Ve městě jsou lázně a univerzita založená v roce 1872. Je také sídlem Velšské národní knihovny. Ze starších památek se zde nacházejí rozvaliny normanského hradu z dvanáctého století.
Žije zde přibližně 11 tisíc obyvatel.
V Aberystwythu je koncová stanice hlavní větve železniční trati Cambrian Line vedoucí z anglického Shrewsbury. (Její vedlejší, ale delší severní větev vede z odbočné stanice Machynlleth podél pobřeží do Pwllheli a je nazývána Cambrian Coast Line.)

## Partnerská města
- Kronberg im Taunus, Německo
- Saint-Brieuc, Francie
- Esquel, Argentina